# Jill Hsu
Jill Hsu (også 徐婕兒 (徐婕儿, Hsu Chieh Er (Xu Jie Er) egentlig 徐致菁 Hsu Chih Ching (Xu Zhi Jing), født 30. oktober 1978) er en sanger og skuespiller fra Taiwan.
Hun startede sin karriere i 2002 med sangen "I Wanna be with you", der blev fulgt op den 19. november 2002 med den officielle udgivelse af hendes første album "love the beginning". I 2003 medvirkede hun i dramaet "Dolphin Bay lover", der blev fulgt op med et nyt album, "woman is not bad". Hun flyttede der efter sin virksomhed over til drama, hvor hun medvirkede i flere film, således "Tan huang chuang xian sheng" (2011), "Love Deposit" (2013) og "22nd Catch" (2016).

## Film
- Night Petard (2017)
- Unexpectedness (2017)
- Rock Boy (2017)
- The Nursery (2016)
- The Death Game (2016)
- 22nd Catch (2016)
- Taste of Love (2015)
- Angel Is Not Lonely (2015)
- Love Suspects (2014)
- Unexpected Love (2014)
- Dislocated Lover (2013)
- Bachelor (2013)
- Chasing Soul (2013)
- Beijing Beat (2013)
- Love Deposit (2013)
- Love Caused Deficiency (2012)
- Any Other side (2012)
- The Road Less Travelled (2010)
- Mr. Bedman (2010)

## TV serier
- Beijing People in Beijing (2016)
- Still Husband and Wife (2016)
- Beautiful Years (2016)
- 1945 Dawn Battle (2016)
- Living (2015)
- Junior Parents (2015)
- Loving Dining Room (2014)
- Longmen Express (2013)
- The First Card (2013)
- The Exquisite Trap (2013)
- I Am Pregnant with Your Child (2013)
- Red Dust (2012)
- Brother Sea (2012)
- July Restaurant (2012)
- Shi Gong Cases (2012)
- Small Foreign Style Building (2011)
- Wildly Dashing Zuozuo (2011)
- Northern Hero (2011)
- Game King (2010)
- Orchid Fragrance (2010)
- Walk-Off Home Run (2010)
- Always Smile! (2009)
- Home (2009)
- Y.E.A.H (2008)
- Dragon Vein (2008)
- Goku Dou High School (2006)
- True Color (2007)
- Hala Godfather (2005)
- Beauty 99 (2004)
- At Dolphin Bay (2003)